# Yosvangs Rojas
Yosvangs Andreas Rojas Diaz (San Cristóbal, 23 de diciembre de 1988) es un ciclista amateur venezolano. Ha participado en la Vuelta al Táchira, Vuelta a Venezuela y otras competencias nacionales de categoría profesional. Fuera de su país solo ha destacado en el Campeonato Panamericano de Ciclismo Persecución por Equipos 2007 precisamente disputado también en Venezuela.

## Palmarés amateur
2007
- 2.º en Campeonato Panamericano Persecución por Equipos

2009
- 7.º en Campeonato de Venezuela de Ciclismo en Ruta, Ruta, Elite, Barquisimeto  Venezuela
- 2.º en Campeonato de Venezuela de Ciclismo en Ruta, Ruta, Sub-23, Barquisimeto  Venezuela
- 4.º en 7.ª etapa Vuelta a Venezuela, Turen  Venezuela
- 9.º en Clasificación General Final Vuelta a Venezuela  Venezuela
- 4.º en Clasificación General Final Vuelta a Aragua  Venezuela

2010
- 1.º en 1.ª etapa Vuelta al Táchira,  Venezuela
- 3.º en 4.ª etapa Vuelta al Táchira, Cordero  Venezuela
- 3.º en 2.ª etapa Clásico Ciclista 40 Años Ciudad de Fijo, Lara  Venezuela

2011
- 3.º en 6.ª etapa Vuelta al Táchira  Venezuela
- 5.º en 11.ª etapa Vuelta al Táchira, Cerro del Cristo Rey  Venezuela
- 4.º en 9.ª etapa Vuelta a Venezuela, Nirgua  Venezuela
- 8.º en Clasificación General Final Vuelta a Venezuela  Venezuela

2012
- 2.º en 4.ª etapa Vuelta a Yacambu-Lara  Venezuela
- 2.º en 1.ª etapa Clásico Virgen de la Consolación de Táriba, Rubio  Venezuela

2013
- 1.º en 1.ª etapa Vuelta al Táchira, Barinitas  Venezuela
- 2.º en 3.ª etapa Vuelta al Táchira  Venezuela
- 1.º en 6.ª etapa Vuelta al Táchira  Venezuela
- 9.º en Clasificación General Final Vuelta al Táchira  Venezuela
- 1.º en 2.ª etapa Vuelta a Venezuela, Caripe  Venezuela
- 5.º en 9.ª etapa Vuelta a Venezuela, Los Teques  Venezuela
- 2.º en 3.ª etapa Clásico Virgen de la Consolación de Táriba  Venezuela
- 3.º en Clasificación General Final Clásico Virgen de la Consolación de Táriba  Venezuela
- 2.º en 1.ª etapa Vuelta a Tovar  Venezuela
- 3.º en 3.ª etapa Vuelta a Tovar  Venezuela
- 3.º en Clasificación General Final Vuelta a Tovar  Venezuela

2014
- 1.º en 6.ª etapa Vuelta Internacional al Estado Trujillo  Venezuela
- 5.º en 2.ª etapa Vuelta a Venezuela, Valera  Venezuela
- 5.º en 3.ª etapa Vuelta a Venezuela, Barquisimeto  Venezuela
- 5.º en 4.ª etapa Vuelta a Venezuela, Barinitas  Venezuela
- 4.º en Clasificación General Final Clásico Virgen de la Consolación de Táriba  Venezuela
- 1.º en 1.ª etapa Vuelta a Tovar  Venezuela
- 5.º en Clasificación General Final Vuelta a Tovar  Venezuela
- 1.º en 1.ª etapa Vuelta a Santa Cruz de Mora  Venezuela
- 1.º en 1.ª etapa Tour Lotería del Táchira  Venezuela
- 2.º en 1.ª etapa Vuelta a Bramón, Bramón  Venezuela

2015
- 1.º en Copa Cuba de Pista,Habana  Cuba
- 8.º en Clasificación General Final Vuelta a Venezuela  Venezuela

## Equipos amateur
- 2013  Kino Táchira
- 2014  Kino Táchira
- 2015  Lotería del Táchira